# Maria Kamiyama
Maria Kamiyama (神山まりあ?, Kamiyama Maria; Tokyo, 17 febbraio 1987) è una modella giapponese, incoronata Miss Universo Giappone 2011 il 16 giugno 2011, presso il Tokyo Dome City Hall di Tokyo.
La Kamiyama, che è alta un metro e sessantotto, ha battuto le altre quindici concorrenti del concorso, arrivando davanti alla seconda classificata Hibiki Nozu ed alla terza classificata Michiko Tanaka.
Al momento dell'incoronazione, Maria Kamiyama aveva ventiquattro anni e lavorava come commessa di un negozio. In quanto detentrice del titolo di Miss Universo Giappone, la modella giapponese ha rappresentato il Giappone in occasione del concorso di bellezza internazionale Miss Universo 2011, che si è tenuto a São Paulo, in Brasile, il 12 settembre 2011.